# Memoriał Bronisława Idzikowskiego i Marka Czernego 1974
Memoriał im. Bronisława Idzikowskiego i Marka Czernego 1974 – 7. edycja turnieju w celu uczczenia pamięci polskiego żużlowca Bronisława Idzikowskiego i Marka Czernego, który odbył się dnia 24 sierpnia 1974 roku. Turniej wygrał Andrzej Jurczyński.

## Wyniki
- Częstochowa, 24 sierpnia 1974
- NCD: Józef Jarmuła – 76,30 w wyścigu 15
- Sędzia: Czesław Trybuła

| Msc. | Zawodnik                     | Klub         | Pkt |             |  |
| ---- | ---------------------------- | ------------ | --- | ----------- |  |
| 1    | (11) Andrzej Jurczyński      | Częstochowa  | 14  | (2,3,3,3,3) |  |
| 2    | (8) Czesław Goszczyński      | Częstochowa  | 13  | (3,3,3,2,2) |  |
| 3    | (3) Józef Jarmuła            | Częstochowa  | 13  | (3,2,2,3,3) |  |
| 4    | (4) Jerzy Rembas             | Gorzów Wlkp. | 12  | (2,2,3,3,2) |  |
| 5    | (10) Zygfryd Kostka          | Wrocław      | 10  | (3,3,1,2,1) |  |
| 6    | (14) Andrzej Wyglenda        | Rybnik       | 10  | (3,2,1,3,1) |  |
| 7    | (1) Zenon Urbaniec           | Częstochowa  | 8   | (d,3,2,t,3) |  |
| 8    | (7) Piotr Bruzda             | Wrocław      | 7   | (2,0,0,2,3) |  |
| 9    | (5) Jerzy Szczakiel          | Opole        | 6   | (1,0,3,1,1) |  |
| 10   | (15) Henryk Żyto             | Gdańsk       | 6   | (2,1,2,1,0) |  |
| 11   | (12) Jerzy Kowalczyk         | Częstochowa  | 6   | (1,1,1,1,2) |  |
| 12   | (13) Piotr Pyszny            | Rybnik       | 6   | (1,1,2,1,1) |  |
| 13   | (9) Bolesław Gorczyca        | Wrocław      | 4   | (0,2,0,0,2) |  |
| 14   | (6) Mieczysław Woźniak       | Gorzów Wlkp. | 4   | (0,1,1,2,0) |  |
| 15   | (16) Marian Zaranek          | Bydgoszcz    | 1   | (0,t,0,0,1) |  |
| 16   | (2) Marek Ziarnik            | Bydgoszcz    | 0   | (t,0,t,0,0) |  |
|      | rez. Włodzimierz Tomaszewski | Częstochowa  |     | (1,0,0)     |  |
|      | rez. Marek Nabiałek          | Częstochowa  |     | (0)         |  |

Bieg po biegu
1. [79,00] Jarmuła, Rembas, Urbaniec, Tomaszewski Tomaszewski za Ziarnika
2. [77,80] Goszczyński, Bruzda, Szczakiel, Woźniak
3. [77,80] Kostka, Jurczyński, Kowalczyk, Gorczyca
4. [78,00] Wyglenda, Żyto, Pyszny, Zaranek
5. [76,40] Urbaniec, Gorczyca, Pyszny, Szczakiel
6. [78,00] Kostka, Wyglenda, Woźniak, Ziarnik
7. [78,00] Jurczyński, Jarmuła, Żyto, Bruzda
8. [77,60] Goszczyński, Rembas, Kowalczyk, Tomaszewski Tomaszewski za Zaranka
9. [77,40] Jurczyński, Urbaniec, Woźniak, Zaranek
10. [78,00] Szczakiel, Żyto, Kowalczyk, Nabiałek Nabiałek za Ziarnika
11. [??,??] Goszczyński, Jarmuła, Wyglenda, Gorczyca
12. [78,00] Rembas, Pyszny, Kostka, Bruzda
13. [78,80] Wyglenda, Bruzda, Kowalczyk, Nabiałek Nabiałek za Urbańca
14. [77,00] Jurczyński, Goszczyński, Pyszny, Ziarnik
15. [76,30] Jarmuła, Kostka, Szczakiel, Zaranek
16. [78,20] Rembas, Woźniak, Żyto, Gorczyca
17. [79,40] Urbaniec, Goszczyński, Kostka, Żyto
18. [79,00] Bruzda, Gorczyca, Zaranek, Ziarnik
19. [77,20] Jarmuła, Kowalczyk, Pyszny, Woźniak
20. [??,??] Jurczyński, Rembas, Szczakiel, Wyglenda